# Abandonament prematur dels estudis
Segons la definició emprada per l'Institut d'Estadística de Catalunya (IDESCAT), l'expressió abandonament prematur dels estudis es refereix a les persones d'entre 18 i 24 anys que compleixen les dues condicions següents
- en primer lloc, que el nivell més alt d'educació o formació que han assolit correspon al codis 0, 1 o 2 (menys que primària, primària i primera etapa d'educació secundària) segons la classificació internacional normalitzada d'educació (classificació del nivell de formació assolit) CINE-2011-ISCED (International Standard Classification of Education, Unesco), 
- i, en segon lloc, que han declarat que no han rebut cap educació o formació en les quatre setmanes precedents a l'entrevista.
No s'ha de confondre amb l'expressió fracàs escolar, que es refereix, segons l'accepció més generalitzada adoptada pel Centre de Documentació Juvenil de la Generalitat de Catalunya, al fet de la sortida de l'alumne del sistema educatiu sense el títol que reconeix un mínim de coneixements. És a dir, en el cas del sistema de l'Estat espanyol, a l'abandonament de l'escola als 16 anys sense haver obtingut el títol de l'educació obligatòria o graduat d'ESO.
Segons les darreres dades publicades de l'IDESCAT (2018, dades del 2017), el percentatge d'abandonament prematur dels estudis a Catalunya és del 19,6% d'homes, 14,4% de dones, amb un total del 17,1% de la població. Són pèssimes xifres, inferiors però similars a les espanyoles i molt allunyades de les mitjanes europees (12,8%, 9,1%, 11,0% a la zona EURO, o 12,1%, 9,0%, 10,6% a la Unió Europea, respectivament).